# Paraguay vid världsmästerskapen i friidrott 2009
Paraguay deltog i Världsmästerskapen i friidrott 2009 i Berlin.

## Deltagare från Paraguay

### Herrar
| Gren          | Deltagare      | Resultat | Placering           |
| Spjutkastning | Victor Fatecha | 68.65    | Utslagen i försöken |